# Jerzy Józef Elizeusz Szembek
Jerzy Józef Elizeusz Szembek (Beršad', 14 giugno 1851 – Poręba Żegoty, 7 agosto 1905) è stato un arcivescovo cattolico polacco.

## Biografia
Nato in Podolia dai nobili Józef Szembek e Józefa Moszyński, trascorse l'infanzia con i genitori a Varsavia; compì gli studi presso l'Università Jagellonica di Cracovia e, all'età di 38 anni, entrò nel seminario teologico di Saratov, dove fu ordinato prete il 19 marzo 1893.
Prestò servizio pastorale a Astrachan' e Saratov, dove promosse la ricostruzione della chiesa e l'apertura di asili parrocchiali e rifugi per senzatetto. A Saratov fu poi professore presso il seminario e canonico cattedrale.
Eletto vescovo di Płock nel 1901, fu consacrato nella chiesa di Santa Caterina a San Pietroburgo; nel 1903 fu trasferito alla sede metropolitana di Mahilëŭ e nominato amministratore apostolico di Minsk. Celebrò il primo sinodo provinciale di Mahilëŭ e visitò le comunità cattoliche della regione.
Contrasse il tifo durante una visita pastorale e morì nel 1905.

## Genealogia episcopale e successione apostolica
La genealogia episcopale è:
- Cardinale Scipione Rebiba
- Cardinale Giulio Antonio Santorio
- Cardinale Girolamo Bernerio, O.P.
- Vescovo Claudio Rangoni
- Arcivescovo Wawrzyniec Gembicki
- Arcivescovo Jan Wężyk
- Vescovo Piotr Gembicki
- Vescovo Jan Gembicki
- Vescovo Bonawentura Madaliński
- Vescovo Jan Małachowski
- Arcivescovo Stanisław Szembek
- Vescovo Felicjan Konstanty Szaniawski
- Vescovo Andrzej Stanisław Załuski
- Arcivescovo Adam Ignacy Komorowski
- Arcivescovo Władysław Aleksander Łubieński
- Vescovo Andrzej Stanisław Młodziejowski
- Arcivescovo Kasper Kazimierz Cieciszowski
- Vescovo Franciszek Borgiasz Mackiewicz
- Vescovo Michał Piwnicki
- Arcivescovo Ignacy Ludwik Pawłowski
- Arcivescovo Kazimierz Roch Dmochowski
- Arcivescovo Wacław Żyliński
- Vescovo Aleksander Kazimierz Bereśniewicz
- Arcivescovo Szymon Marcin Kozłowski
- Vescovo Mečislovas Leonardas Paliulionis
- Arcivescovo Bolesław Hieronim Kłopotowski
- Arcivescovo Jerzy Józef Elizeusz Szembek

La successione apostolica è:
- Vescovo Stanisław Kazimierz Zdzitowiecki (1902)
- Arcivescovo Joseph Alois Kessler (1904)
- Arcivescovo Apolinary Wnukowski (1904)